# Акантоліда жовтоголова
Акантолі́да жовтоголо́ва (Acantholyda flaviceps) — вид комах ряду перетинчастокрилих. Один з близько 40 видів голарктичного роду; один з 5 видів роду у фауні України.

## Поширення
Знайдена на Київському Поліссі та в Українських Карпатах (хребет Чорногора). Ареал охоплює також Північну i Центральну Європу; відомі знахідки на Кольському півострові, північному заході Східно-Європейської рівнини, Середньому Уралі.

## Місця перебування
Соснові та мішані рівнинні ліси й субальпійське (до висоти 1 700 м) криволісся сосни гірської.

## Чисельність та причини її зміни
Трапляються дуже рідко поодинокі особини.
Причини зміни чисельності. Несприятливий вплив інбридингу, який виникає через розрідження ізольованих популяцій.

## Особливості біології
Літ імаго у квітні. Личинки живляться хвоєю сосни звичайної (рівнинні ліси), сосни гірської (субальпійський пояс Українських Карпат).

## Заходи охорони
Вид був занесений до Червоної книги України (1994 р.), але виключений звідти у 2009 році через відновлення його чисельності до безпечного рівня.
Охороняється в Карпатському біосферному заповіднику (Закарпатська область) як елемент ентомофауни. Необхідно докладно вивчити особливості виду. Розмноження у неволі не проводилось.